# 1622 Chacornac
1622 Chacornac (1952 EA) là một tiểu hành tinh vành đai chính được phát hiện ngày 15 tháng 3 năm 1952 bởi Alfred Schmitt ở Uccle.